# Diritti LGBT in Argentina
I diritti di lesbiche, gay, bisessuali e transgender (LGBT) in Argentina sono tra i più avanzati al mondo. Dopo aver legalizzato il matrimonio omosessuale il 15 luglio del 2010, è diventata il primo paese dell'America Latina, il secondo in America e il decimo nel mondo a farlo. Seguendo la transizione nazionale verso una democrazia compiuta a partire dal 1983 le sue leggi sono diventate sempre più inclusive e aperte all'accettazione delle persone LGBT, così come del resto anche l'opinione pubblica generale.
La nazione "possiede una delle leggi sui diritti transgender più complete al mondo": la sua legislazione sull'identità di genere, approvata nel 2012, consente alle persone di cambiare il loro genere sessuale legalmente senza dover prima affrontare barriere quali la terapia ormonale, la chirurgia di riassegnazione del sesso o la diagnosi psichiatrica che le etichettano come portatori di un'anomalia.
A causa di ciò, così come della creazione di scuole alternative e del primo centro sociale transgender presente nel continente, la BBC Mundo ha riferito nel 2014 che "l'Argentina guida la rivoluzione trans nel mondo". Nel 2015 l'Organizzazione mondiale della sanità l'ha espressamente citata in quanto paese esemplare nel fornire degli adeguati diritti i propri cittadini transgender.
Anche l'accettazione della società è molto alta. In un sondaggio d'opinione commissionato dal Pew Research Center del 2013 è stata classificata come il paese dell'America Latina con gli atteggiamenti sociali nei confronti dell'omosessualità più positivi, con circa 3/4 (il 74%) degli intervistati che hanno dichiarato che dovrebbe venire accettata senza porsi alcun problema di sorta.
La capitale - nonché la città più grande del paese - Buenos Aires è diventata un importante centro di destinazione per il turismo LGBT ed è stata descritta come "la capitale gay dell'America Latina". Nonostante tutto questo però gli episodi di bullismo omofobico, specialmente tra i più giovani, sono ancora relativamente comuni.

## Decriminalizzazione e età del consenso
L'attività sessuale tra persone dello stesso sesso in Argentina è legale dal 1887; l'età del consenso è posta a 15 anni per ogni genere e orientamento sessuale.

## Storia

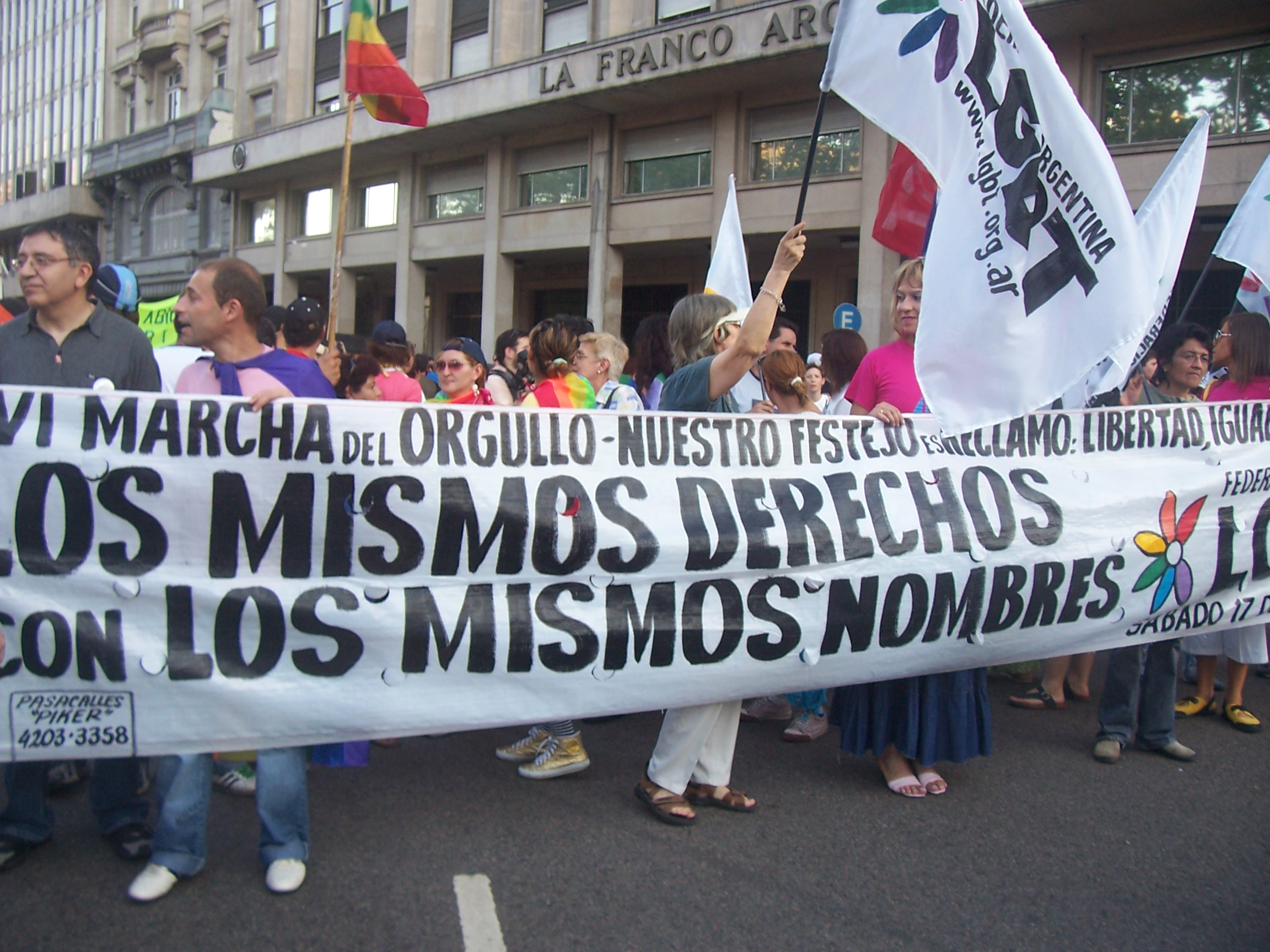
Il Gay pride a Buenos Aires nel 2007

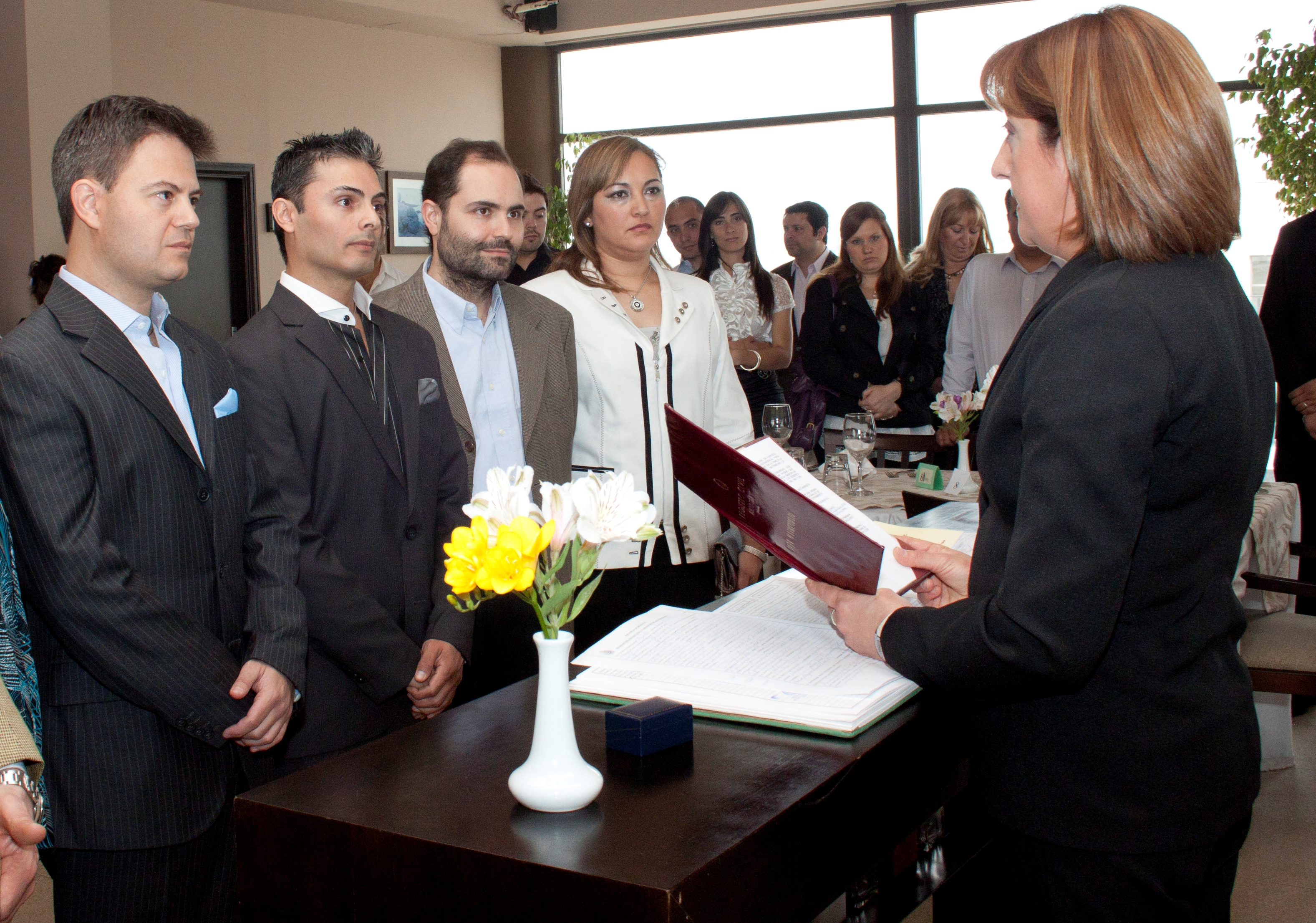
Matrimonio del cantante Carlos Morell celebrato nel 2011

### Legalizzazione del matrimonio egualitario
Il matrimonio tra persone dello stesso sesso è stato legalizzato in tutto il territorio nazionale a partire dal 15 luglio del 2010, dopo un apposito voto favorevole ottenuto sia alla Camera dei Deputati (Camera bassa) che al Senato (Camera alta). Le coppie omosessuali hanno quindi diritto agli stessi benefici e protezioni delle coppie di sesso opposto (compresa l'adozione del figlio del partner e l'adozione da parte di coppie dello stesso sesso).
Alcune città posseggono anche delle proprie legislazioni sull'unione civile che continuano ad essere in atto come alternativa al matrimonio, ma offrono diritti più limitati. Dopo che la legge fu approvata, l'Argentina divenne il secondo paese dell'America a legalizzare i matrimoni tra persone dello stesso sesso, così come il primo nell'America Latina e il decimo in tutto il mondo, dopo Belgio, Canada, Islanda, Paesi Bassi, Norvegia, Portogallo, Sudafrica, Spagna e Svezia.

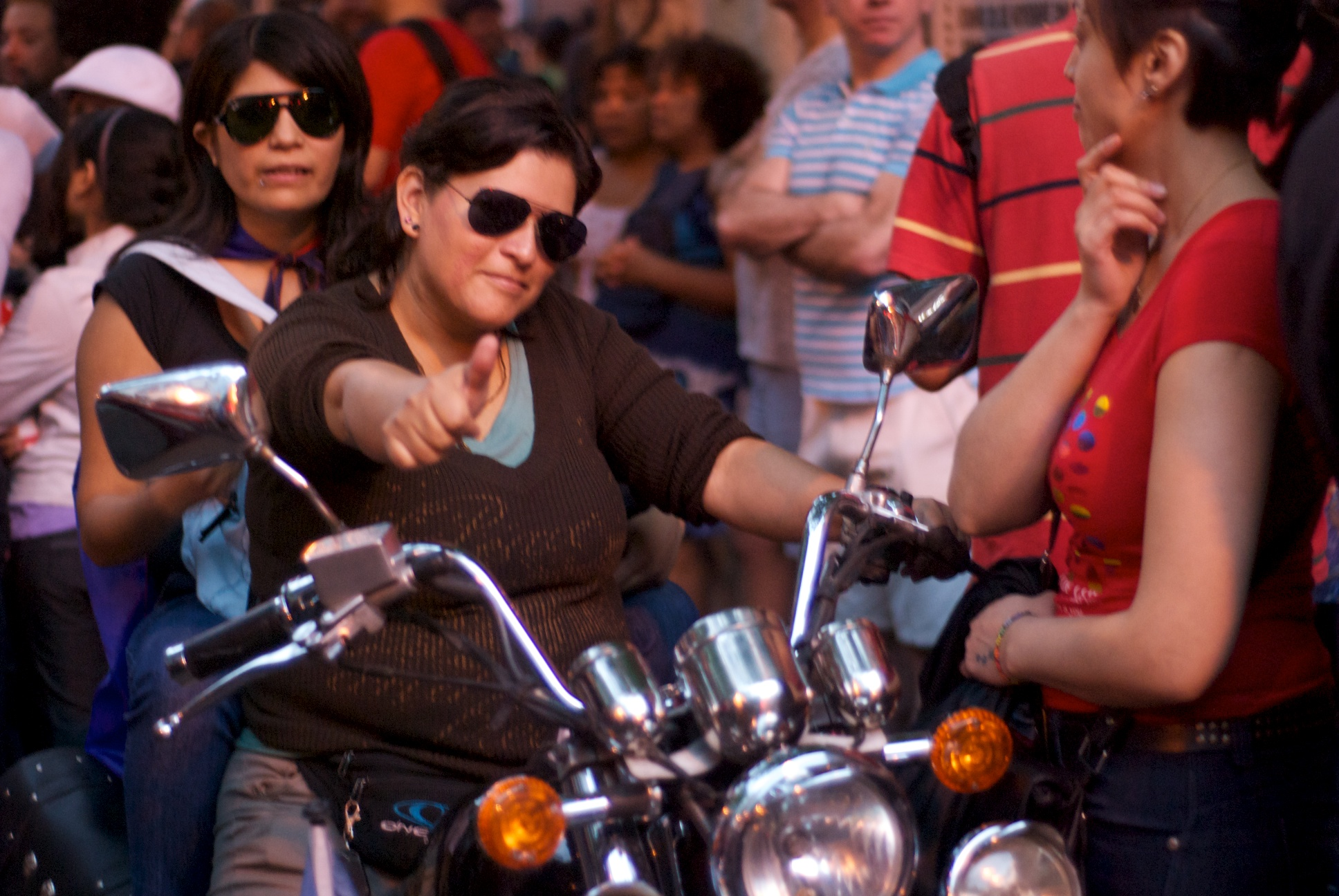
Dykes on Bikes nel 2011

### Adozione e genitorialità
Le coppie gay e lesbiche sono state in grado di adottare legalmente a partire dal luglio 2010, quando è entrata in vigore la legislazione sul matrimonio tra persone dello stesso sesso.
Dal 2013 inoltre le coppie lesbiche hanno avuto lo stesso accesso alla fecondazione in vitro rispetto a quelle eterosessuali: una legge che autorizza tali procedure è stata difatti approvata dal Congresso con 203 voti favorevoli il 1° di giugno 2013.

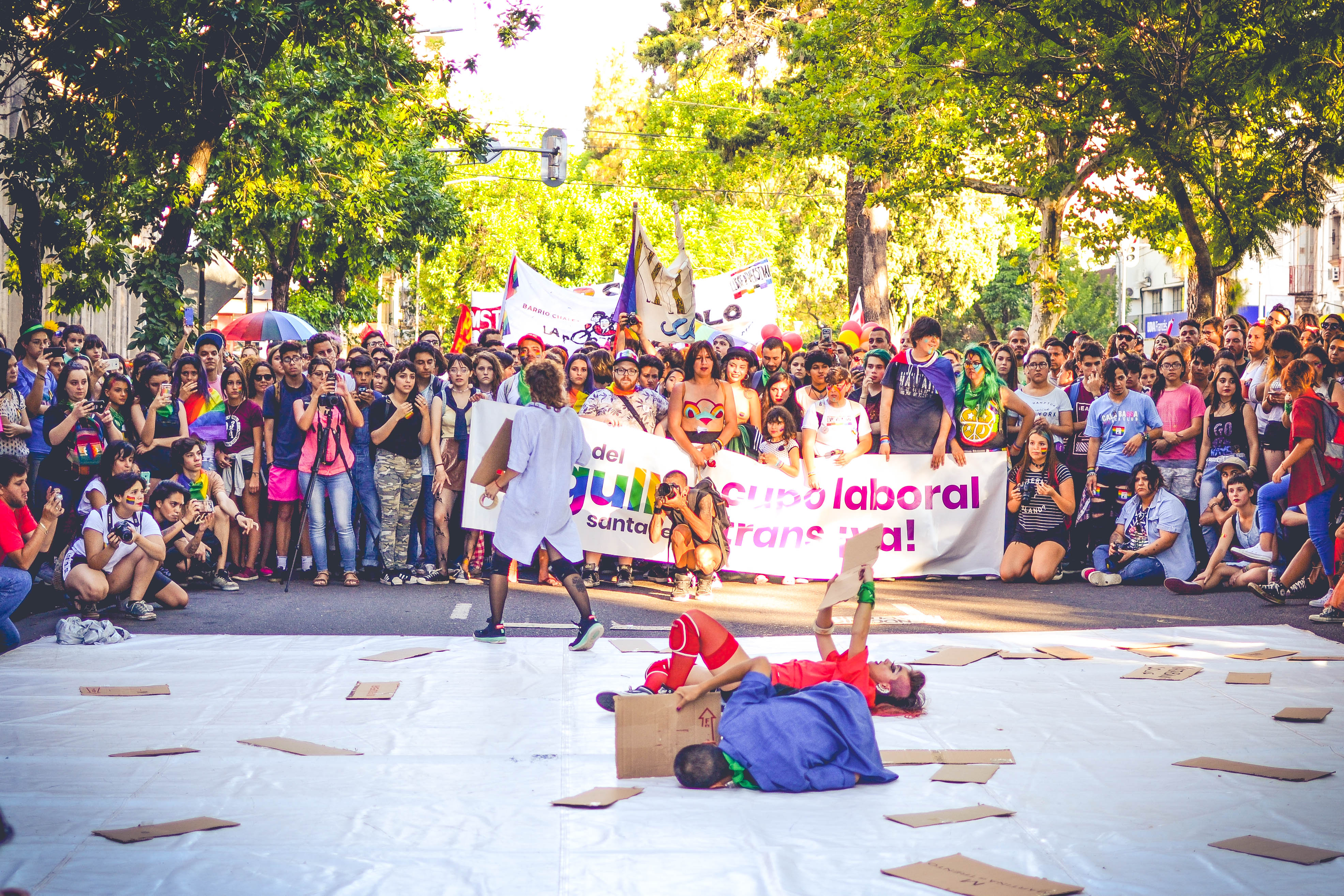
Santa Fe (Argentina) nel 2017

### Protezioni contro la discriminazione
A tutto il 2017 non esiste ancora alcuna disposizione a livello nazionale che si occupi espressamente di discriminazione o molestie sulla base dell'orientamento sessuale o dell'identità di genere, sebbene la città autonoma di Buenos Aires assieme a Rosario (Argentina) (la terza più popolosa del paese, governata dal Partito socialista) includa l'orientamento sessuale nelle loro leggi sui diritti civili.
Il 13 agosto 2010 la Camera dei Deputati ha approvato un emendamento alla legislazione anti-discriminazione che vieta le discriminazioni basate sull'orientamento sessuale e l'identità di genere, ma non è stato votato dal Senato. Una nuova proposta è stata introdotta a maggio del 2013.
Il 27 marzo del 2015 è stata introdotta una vasta legge federale anti-discriminazione nel Congresso nazionale dal principale gruppo per i diritti LGBT e da numerosi membri del parlamento. Il primo dibattito del disegno di legge in una commissione vi fu il 29 aprile, ma in seguito venne bloccato. Una nuova legge è stata introdotta al Senato nel giugno del 2016.

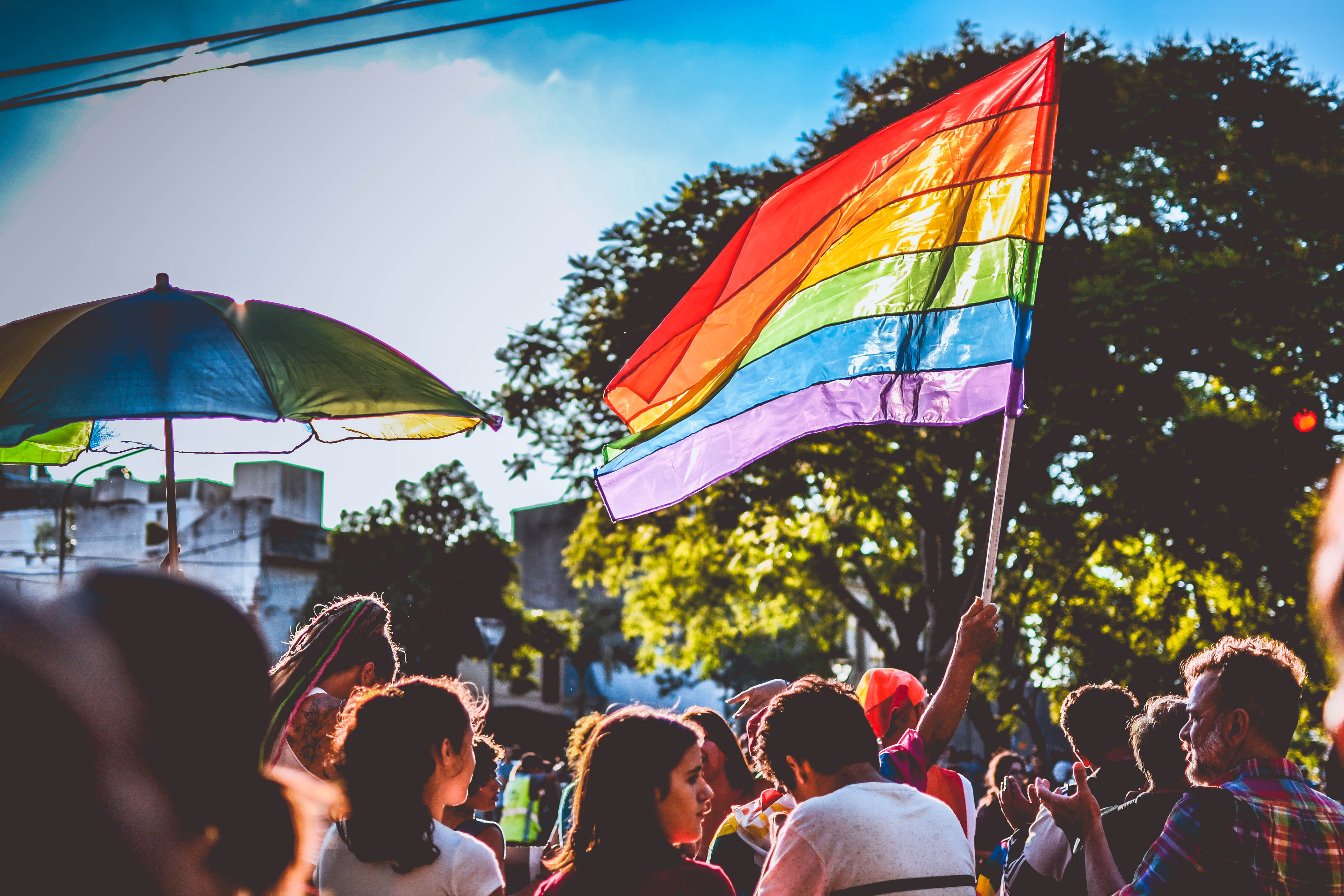
Partecipanti al Gay pride con la bandiera arcobaleno nel 2017

### Legge sui crimini d'odio
Nel 2012 la legge n. 26.791 ha modificato il codice penale aggiungendo l'ergastolo per i crimini basati sull'orientamento sessuale, l'identità di genere o la sua espressione.
L'articolo 80, fondato sul "Crimine contro individui" stabilisce che l'ergastolo deve essere imposto a chiunque uccida per piacere, avidità e odio in base a motivi razziali, religiosi, di genere, orientamento sessuale, identità di genere o per la sua espressione.

## Donazione di sangue
Nel settembre del 2015 l'Argentina ha abolito il divieto per gli omosessuali e i bisessuali di donare il sangue.

## Terapia di conversione
Dal 2010 nessuna diagnosi può essere fatta nel campo della salute mentale sulla base esclusiva dell'orientamento sessuale o dell'identità di genere.

## Condizioni di vita
L'Argentina viene spesso definito come uno dei paesi latinoamericani più rispettosi della cultura LGBT.
Nel maggio 2015 PlanetRomeo, un social network LGBT, ha classificato l'Argentina come il secondo paese sudamericano più felice per gli uomini gay, subito dopo l'Uruguay.

## Opinione pubblica
Un sondaggio d'opinione stilato dal Pew Center Research del 2013 ha classificato l'Argentina come il paese latinoamericano più positivo per quanto riguarda gli atteggiamenti sociali nei confronti dell'omosessualità, con circa 3/4 (il 74%) degli intervistati che dicono che dovrebbe essere accettata senza porsi alcun problema. La maggioranza degli argentini sostiene inoltre fortemente anche la legalizzazione del matrimonio tra persone dello stesso sesso.

## Nel cinema
- 2000: Plata quemada
- 2002: All'improvviso
- 2003: Carandiru (film)
- 2005: Un año sin amor
- 2006: Glue (film)
- 2007: XXY (film)
- 2009: Plan B - Piano B
- 2011: Ausente - Assente
- 2013: Hawaii (film 2013)
- 2015: Mariposa (film)
- 2016: Rara - Una strana famiglia

## Tabella riassuntiva
| Decriminalizzazione dellomosessualità                                                                                    | (Dal 1877)           |
| Uguale età del consenso                                                                                                  | Yes                  |
| Leggi anti-discriminazione nel mondo del lavoro                                                                          | (Pendente)           |
| Leggi antidiscriminatorie nella fornitura di beni e servizi                                                              | (Pendente)           |
| Legislazione anti-discriminatoria in tutti gli altri settori (inclusa la discriminazione indiretta e i discorsi di odio) | (Pendente)           |
| Legge contro i crimini d'odio sulla base dell'orientamento sessuale e l'identità di genere                               | (Dal 2012)           |
| Matrimonio tra persone dello stesso sesso                                                                                | (Dal 2010)           |
| Adozione del figlio del partner                                                                                          | (Dal 2010)           |
| Adozione da parte di coppie dello stesso sesso                                                                           | (Dal 2010)           |
| Autorizzazione a prestare il servizio militare per gay, lesbiche e bisessuali                                            | (Dal 2009)           |
| Diritto di cambiare legalmente genere sessuale per le persone transgender                                                | (Dal 2010)           |
| Accesso alla fecondazione in vitro per le lesbiche                                                                       | (Dal 2013)           |
| Proibizione della terapia di conversione                                                                                 | (Dal 2010)           |
| Surrogazione di maternità per le coppie gay                                                                              | [ 39 ] [ 40 ] [ 41 ] |
| Donazione del sangue da parte degli Uomini che hanno rapporti sessuali con altri uomini                                  | (Dal 2015)           |